# تتسویا تاکه‌هورا
تتسویا تاکه‌هورا (انگلیسی: Tetsuya Takehora؛ زادهٔ ۱۹۷۴ (۵۰–۵۱ سال)) کارگردان فیلم، و فیلم‌نامه‌نویس اهل ژاپن است.